# Jackie Clark
De son vrai nom John Adolphus Clark (Junior), dit Jack, Jackie ou Jackey Clark  est un cycliste australien, naturalisé américain, né le 1er mars 1887 à Camperdown, Victoria,  Australie et mort le 22 décembre 1958 à Santa Barbara (Californie). 

## Biographie
À l'âge de 17 ans Clark gagne l'Austral à Melbourne, une course sur piste par handicap, la plus importante d'Australie. Le star américaine de six jours, Floyd MacFarland, qui est souvent en Australie, recommande Jack à John Chapman, un manager américain. Chapman l'engage pour courir aux États-Unis. Il immigre en avril 1906. Il commence aux États-Unis et en Europe pour un total de 15 courses de six jours, dont il en remporte cinq, en 1909 et 1911 à New York et en 1910 à Berlin, à chaque fois avec l'Allemand Walter Rütt. En 1911, il gagné avec Ernie Pye à Buffalo en 1913 et de nouveau à Berlin avec Fred Hill .
Le 31 octobre 1907, il bat le record du monde sur 25 miles détenu par Frank Kramer sur le vélodrome de Vailsburg à Newark (New Jersey). Il bat encore Kramer le 16 octobre 1910 au cours de matches sur 1 et 5 miles et le 23 octobre, de la même année, au cours d'un match à trois avec Iver Lawson.
Jackie Clark était considéré comme un personnage haut en couleur qui jouissait d'une grande attention de la part de la presse. Son collègue  Alfred Goullet dit, du petit coureur souvent suivi par de nombreux enfants, quand il va au bout de la piste, "Je n'ai jamais rien vu de pareil." 
En 1910, il épouse une américaine de Salt Lake City dont il divorçe. En 1915, il terminé sa carrière de cycliste. Devenu américain en mars 1915 à Newark (New Jersey), Il occupe ensuite diverses activités: Il a tenu un hôtel à Newark (New Jersey) , vendu de la drogue et des voitures. En 1948, il exploitait une ferme à Las Vegas.

## Palmarès

### Six jours
- 1909 1e Six jours de New York avec Walter Rütt[5]

- 1910 2e Six jours de New York
- 1910 1e Six jours de Berlin avec Walter Rütt

- 1911 1e Six jours de New York avec Joe Fogler
- 1911 1e Six jours de Buffalo avec Ernie Pye

- 1912 3e Six jours de New York
- 1912 3e Six jours de Melbourne
- 1913 1e Six jours de Berlin avec Fred Hill

### Autres courses
- 1913 :  Tartar Race Newark (New Jersey)[6]
- 1921 : Match vétéran, ouverture des Six jours de New York, Frank Kramer & Jackie Clark vs. Francesco Verri & Orlando Piani[7]